# Gueorgui Voronoï
Gueorgui Feodossievitch Voronoï  (en russe : Георгий Феодосьевич Вороной) (né le 28 avril 1868 et mort le 20 novembre 1908) est un  mathématicien connu pour son diagramme de Voronoï qui permet de diviser une surface en polygones convexes.

## Biographie
Gueorgui Voronoï est né le 28 avril 1868 à Jouravka (uk), un village de l'oblast de Poltava de l'empire russe (maintenant en Ukraine). 
Il obtient son doctorat en 1896 à l'université d'État de Saint-Pétersbourg, sous la direction de Andreï Markov. Il est le directeur de thèse de  Wacław Sierpiński et de Boris Delaunay.
Il est mort le 20 novembre 1908 à Varsovie